# Celtic Woman: Songs from the Heart
Celtic Woman: Songs from the Heart – piąty album zespołu Celtic Woman. Wydany 26 stycznia 2010 roku. Album składa się w utworów zawartych w ich debiutanckim albumie Celtic Woman oraz w Celtic Woman: A New Journey, a także zawiera trzy nowe utwory.
Album zawiera występy wokalistek Chloë Agnew, Lynn Hilary, Lisy Kelly, Alex Sharpe oraz skrzypaczki Máiréad Nesbitt. Niemiecka edycja, wydana w styczniu 2011 roku, przedstawia także występ najnowszej członkini zespołu – Lisy Lambe. Utwory zostały wydane na CD i DVD.

## Lista utworów
| Nr  | Tytuł                                          | Wykonawca                                                          | Czas  |
| --- | ---------------------------------------------- | ------------------------------------------------------------------ | ----- |
| 1.  | „Fields of Gold”                               | Lisa Kelly                                                         | 03:49 |
| 2.  | „Amazing Grace”                                | Chloë Agnew, Lynn Hilary, Lisa Kelly, Alex Sharpe                  | 04:58 |
| 3.  | „Níl Sé'n Lá”                                  | Chloë Agnew, Lynn Hilary, Lisa Kelly, Máiréad Nesbitt, Alex Sharpe | 03:35 |
| 4.  | „My Lagan Love”                                | Lynn Hilary                                                        | 02:53 |
| 5.  | „When You Believe”                             | Chloë Agnew                                                        | 04:31 |
| 6.  | „The New Ground - Isle of Hope, Isle of Tears” | Chloë Agnew, Lynn Hilary, Lisa Kelly, Alex Sharpe                  | 06:41 |
| 7.  | „The Coast of Galiçia”                         | Máiréad Nesbitt                                                    | 03:38 |
| 8.  | „Non C'è Più”                                  | Chloë Agnew, Lynn Hilary, Lisa Kelly, Máiréad Nesbitt, Alex Sharpe | 04:48 |
| 9.  | „The Moon's a Harsh Mistress”                  | Lisa Kelly, Máiréad Nesbitt                                        | 03:17 |
| 10. | „You’ll Be in My Heart”                        | Alex Sharpe                                                        | 04:03 |
| 11. | „Goodnight My Angel”                           | Chloë Agnew, Lynn Hilary, Lisa Kelly                               | 03:15 |
| 12. | „Galway Bay”                                   | Chloë Agnew                                                        | 04:17 |
| 13. | „The Lost Rose Fantasia”                       | Máiréad Nesbitt                                                    | 02:19 |
| 14. | „O America!”                                   | Chloë Agnew, Lynn Hilary, Lisa Kelly, Máiréad Nesbitt, Alex Sharpe | 03:47 |

### Bonus w edycji deluxe
| Nr  | Tytuł                                                             | Wykonawca                                                          | Czas  |
| --- | ----------------------------------------------------------------- | ------------------------------------------------------------------ | ----- |
| 15. | „The Call” (Live from Powerscourt House and Garden)               | Chloë Agnew, Lynn Hilary, Lisa Kelly, Máiréad Nesbitt, Alex Sharpe | 05:28 |
| 16. | „Finale / Mo Ghile Mear” (Live from Powerscourt House and Garden) | Chloë Agnew, Lynn Hilary, Lisa Kelly, Máiréad Nesbitt, Alex Sharpe | 03:18 |

### Dodatkowy bonus do pobrania na amazon.com
| Nr  | Tytuł                                                | Wykonawca                                                          | Czas  |
| --- | ---------------------------------------------------- | ------------------------------------------------------------------ | ----- |
| 17. | „Carolina Rua”                                       | Lynn Hilary                                                        | 03:27 |
| 18. | „Danny Boy” (Live from Powerscourt House and Garden) | Chloë Agnew, Lynn Hilary, Lisa Kelly, Máiréad Nesbitt, Alex Sharpe | 03:23 |

### Bonus w japońskiej edycji
| Nr  | Tytuł                                                      | Wykonawca                                                          | Czas  |
| --- | ---------------------------------------------------------- | ------------------------------------------------------------------ | ----- |
| 15. | „Pie Jesu” (Live from Powerscourt House and Garden)        | Chloë Agnew, Lynn Hilary, Máiréad Nesbitt                          | 05:31 |
| 16. | „You Raise Me Up” (Live from Powerscourt House and Garden) | Chloë Agnew, Lynn Hilary, Lisa Kelly, Máiréad Nesbitt, Alex Sharpe | 03:47 |

### Bonus w niemieckiej edycji
| Nr  | Tytuł                                                              | Wykonawca                                                                  | Czas  |
| --- | ------------------------------------------------------------------ | -------------------------------------------------------------------------- | ----- |
| 14. | Forever Young”                                                     | Lisa Kelly, Máiréad Nesbitt                                                | 03:57 |
| 15. | „A Spaceman Came Travelling”                                       | Lisa Lambe                                                                 | 03:49 |
| 16. | „Wenn Du In Meinen Träumen Bei Mir Bist” (Over the Rainbow)        | Chloë Agnew, Lisa Kelly, Lisa Lambe, Máiréad Nesbitt                       | 02:41 |
| 17. | „Symphonie” (pominięte w późniejszych wydaniach)                   | Chloë Agnew, Máiréad Nesbitt                                               | 04:20 |
| 18. | „O Come All Ye Faithful” (z Celtic Woman: A Christmas Celebration) | Chloë Agnew, Órla Fallon, Lisa Kelly, Máiréad Nesbitt, Méav Ní Mhaolchatha | 03:51 |